# Mardela Springs (Maryland)
Mardela Springs es un pueblo ubicado en el condado de Wicomico en el estado estadounidense de Maryland. En el año 2010 tenía una población de 347 habitantes y una densidad poblacional de 347 personas por km².

## Geografía
Mardela Springs se encuentra ubicado en las coordenadas 38°27′36″N 75°45′21″O / 38.46000, -75.75583.

## Demografía
Según la Oficina del Censo en 2000 los ingresos medios por hogar en la localidad eran de $37.500 y los ingresos medios por familia eran $46.250. Los hombres tenían unos ingresos medios de $35.125 frente a los $20.000 para las mujeres. La renta per cápita para la localidad era de $17.580. Alrededor del 6,9% de la población estaba por debajo del umbral de pobreza.